# Vikram Seth
Vikram Seth nació en Calcuta en 1952. Estudió política, economía y filosofía en Oxford, y en la Universidad de Stanford, California, trabajó en una tesis sobre la demografía de la China rural. Ha escrito libros de distintos géneros, todos ellos aclamados por la crítica.

## Obra
Poesía
- Mappings, 1980
- The Humble Administrator's Garden, 1985
- All You Who Sleep Tonight, 1990
- Beastly Tales, 1991
- Three Chinese Poets, 1992
- At Evening, 1993
- The Frog and the Nightingale, 1994
- Summer Requiem: A Book of Poems, 2012

No ficción
- From Heaven Lake: Travels Through Sinkiang and Tibet, 1983, trad. Desde el lago del cielo: viajes por Sinkiang, Tíbet y Nepal, 1998
- Two lives, 2005, trad. Dos vidas, 2006

Novela
- The Golden Gate, 1986, novela en verso
- A suitable boy, 1993, trad. Un buen partido, 1993
- An equal music, 1999, trad. Una música constante, 2000

Cuento
- Beastly Tales from Here and There, 1991 Publicados en NAVONA_INELUDIBLES como Fábulas desaforadas, Traducción de Damián Alou

- Datos: Q379762
- Multimedia: Vikram Seth / Q379762